# Chambre de commerce et d'industrie de Tarbes et des Hautes-Pyrénées

Logo de la CCI Tarbes et Hautes-Pyrénées

La chambre de commerce et d'industrie de Tarbes et des Hautes-Pyrénées est la CCI du département des Hautes-Pyrénées. Son siège est à Tarbes au Centre Kennedy.
Elle fait partie de la chambre de commerce et d'industrie de région Occitanie.

## Missions
À ce titre, elle est un organisme chargé de représenter les intérêts des entreprises commerciales, industrielles et de service des Hautes-Pyrénées et de leur apporter certains services. C'est un établissement public qui gère en outre des équipements au profit de ces entreprises.
Comme toutes les CCI, elle est placée sous la double tutelle du Ministère de l'Industrie et du Ministère des PME, du Commerce et de l'Artisanat.

### Service aux entreprises
- Centre de formalités des entreprises
- Assistance technique au commerce
- Assistance technique à l'industrie
- Assistance technique aux entreprises de service
- Point A (apprentissage)

### Gestion d'équipements
- Aéroport de Tarbes-Lourdes-Pyrénées ;
- Aérodrome de Tarbes - Laloubère ;
- Centre Kennedy ;
- Autoport des Pyrénées.

### Centres de formation
- Centre consulaire de formation,

## Historique

Ancien logo
Logo depuis 2014

## Pour approfondir